# 董象恒
董象恆（？—？），字有仲，號臣棐，直隸松江府華亭縣民籍，上海县人。明末政治人物。

## 生平
萬曆四十六年（1618年）戊午科舉人，萬曆四十七年（1619年）己未科二甲二十名進士，禮部觀政，泰昌元年（1620年）任開州知州，以防守白莲教有功，天啓四年擢升至兵部職方司員外郎、武选司郎中，五年二月赍敕命图书颁给西僧喇嘛王桑吉叭口□藏等，天啓七年（1627年）正月出爲福建布政使司右參議，二月升按察司副使，仍管漳南道，进右參政，仍管漳南道。乞終養歸，服除，起補福建屯盐右参政，累官右僉都御史、浙江巡撫。因事下獄。李自成破京師前，被释放出獄。後逃歸鄉，坐卧一小楼，不與人事，年七十卒。

## 家族
曾祖董繼仁，累封工部右侍郎。祖父董晉，隆慶丁卯舉人。从祖父董傳策，南京礼部侍郎。父董玉玥，庠生。
子董培基。孫女董雪晖，適姚廷銮，工书画，善吟咏。